# ティルチラーパッリ国際空港
ティルチラーパッリ国際空港（ティルチラーパッリこくさいくうこう、タミル語:திருச்சிராப்பள்ளி பன்னாட்டு வானூர்தி நிலையம்、英語:Tiruchirappalli International Airport）は、インド・タミル・ナードゥ州ティルチラーパッリにある空港。市内中心部から国道336号戦沿いに南に約5km進んだ位置にある。同州の旅客数ではチェンナイ空港、コーヤンブットゥール空港に次ぐ第3位である。2012年10月4日から国際空港として使用されるようになった。 

## 歴史
第二次世界大戦中にイギリス空軍によって使用された空軍基地が始まりであり、民間使用は戦後に許可された。   

## ターミナル
旅客用と貨物用の2つのターミナルが存在する。貨物用ターミナルはもともと旅客用ターミナルとして使用していたものを新旅客ターミナル建設の際に貨物用に改装したものである。 

### 旅客ターミナル

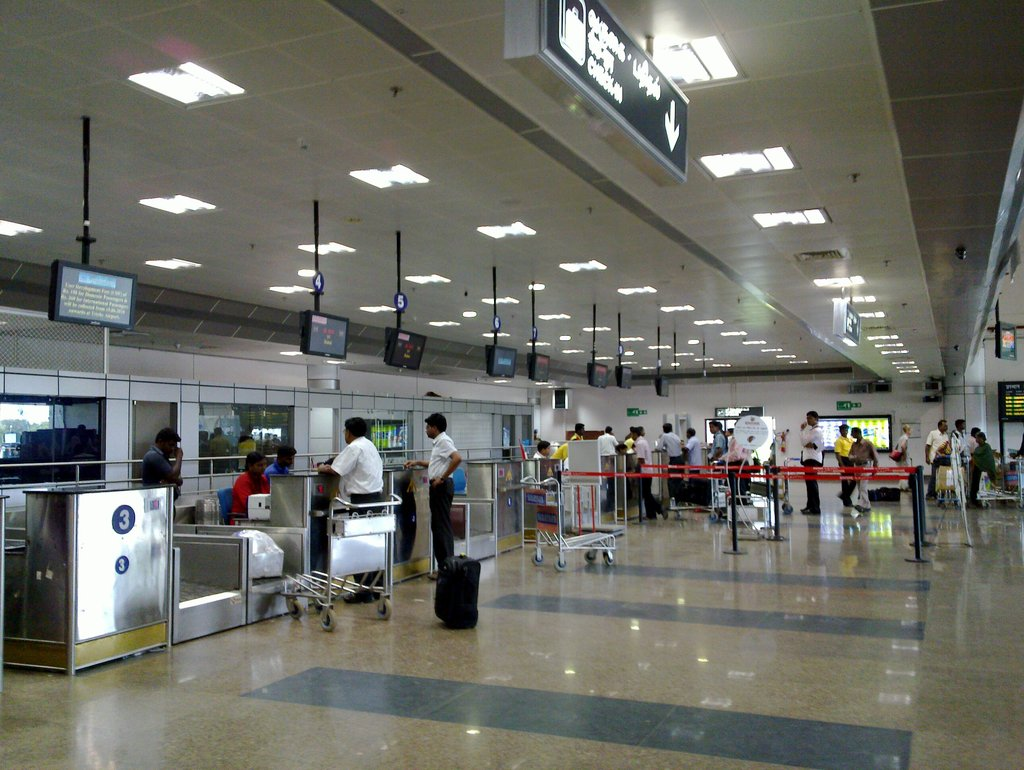
チェックインカウンター

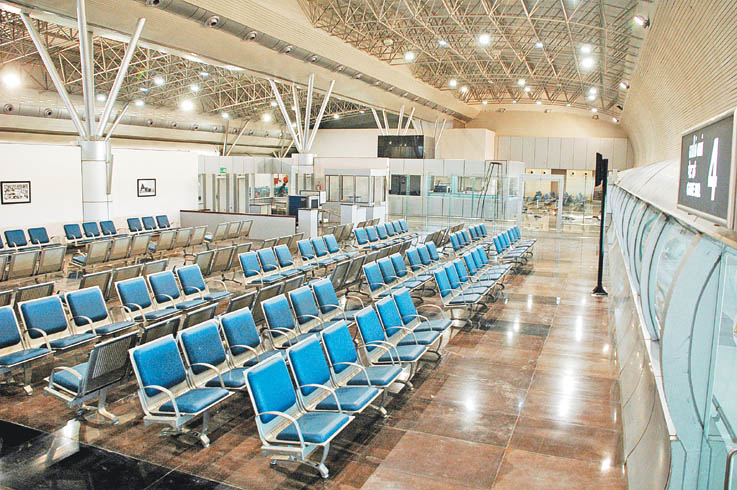
搭乗エリア

旅客ターミナルは2009年2月21日に竣工し、同年6月1日から使用を開始した。2階建で延床面積は11,777m²、年間の旅客処理能力は49万人である。   
- チェックインカウンター : 12
- カスタムカウンター 4（1出発+3到着）
- 出入国管理カウンター 16（8出発+8到着）
- 手荷物補助カウンター1台
- 保健管理者カウンター
- 手荷物用X線スキャナー（登録手荷物用に3つ、手荷物用に2つ） [4]
- セキュリティチェックユニット

## 施設

### 滑走路
| 方向          | 長さ                     | 幅                  | 強度（ PCN ）      | ILS         |
| ------------- | ------------------------ | ------------------- | ------------------ | ----------- |
| 09/27         | 2,427メートル (7,963 ft) | 45メートル (148 ft) | 68 / F / A / W / T | NIL / CAT I |
| 15/33（閉鎖） | 1,456メートル (4,777 ft) | 45メートル (148 ft) | 15 / F / B / W / T | NIL / NIL   |

### 誘導路
空港には4つの誘導路があり、A、B、C、Dと指定されている。また、現在平行誘導路が建設中である。 

### 管制塔
現在、航空管制は旧管制塔で行われている。運営会社は新管制塔の建設計画を発表しており、当初は42.5mの予定だったが75mに計画が変更された。新管制塔では360度の視界が提供される予定である。 

## 就航路線

### 国内線
| 航空会社           | 就航地                                                                       |
| ------------------ | ---------------------------------------------------------------------------- |
| IndiGo             | チェンナイ、バンガロール（2019年10月26日まで）、コーチ（2019年10月26日まで） |
| アライアンス・エア | チェンナイ                                                                   |

### 国際線
| 航空会社                       | 就航地                             |
| ------------------------------ | ---------------------------------- |
| IndiGo                         | シンガポール                       |
| エア・インディア・エクスプレス | シンガポール、ドバイ、シャールジャ |
| エアアジア                     | クアラルンプール                   |
| マリンド・エア                 | クアラルンプール                   |
| スクート                       | シンガポール                       |
| スリランカ航空                 | コロンボ                           |

## 拡張計画
2004年から拡張計画が実施されており、滑走路（1,829 mから2,480 mに）、エプロンの延長や誘導路の新設、新旅客ターミナルの建設が行われた。 
第2段階では、滑走路を3,810 mへ延長することや新管制塔の建設などが計画されている。 

## 空港へのアクセス
国道336号線が直結しており、市街地からはバスも運行されている。 